# Próxima Natureza
A Próxima Natureza é um conceito da filosofia pós-moderna, que afirma que, através da atividade cultural humana, uma próxima natureza virá. A Antiga natureza, percebida como árvores, plantas, animais, átomos ou o clima, ficará crescentemente controlada e governada pelo homem. Isso se tornou uma categoria cultural. Ao mesmo tempo, os produtos da cultura, que são usados para controlar o homem, tenderão a superá-lo e se tornar autônomos. Nossas noções comuns de natureza e cultura estão trocando de lugar. A ideia principal por trás da próxima natureza é o raciocínio de que não deveríamos ver a natureza como algo estático, mas antes como uma força dinâmica que pulula ao nosso redor.

## Implicações
A próxima natureza implica um paradigma para explicar a atual relação entre a cultura e a natureza. O modo de desenhar a fronteira entre esses dois elementos mudou através da história e em diferentes culturas. No passado, o reino dos que 'nasciam' pertencia à natureza e a cultura era vista como um reino do 'fabricado'. Mas por intermédio da ciência humana essas categorias se tornaram indistintas, borradas. O novo modo de distinguir a cultura da natureza é pintar uma linha entre o 'controlável' e o 'autônomo'. Os desenvolvimentos tecnológicos e os novos campos de pesquisa, como a Nanotecnologia, manipulação genética, inteligência ambiental, engenharia de tecidos vivos e Neurociência interferem radicalmente no nosso sentido de o que é 'natural'. Eles estão conectados à visão natural da próxima natureza. Com o progresso da cultura, as forças da natureza mudam de endereço.

## História
O termo Próxima Natureza foi cunhado no ensaio do artista/cientista holandês Koert van Mensvoort Explorando a Próxima Natureza. Foi influenciado pela hiper-realidade e fenomenologia.
O início da próxima natureza como um fenômeno ainda está sendo debatido. Algumas vezes argumenta-se que ter ele iniciado com a industrialização. Outros o consideram iniciado em épocas ainda mais incipientes da atividade humana. A emergência da próxima natureza aconteceu sobre o tempo. A velha natureza está sendo gradualmente substituída pela próxima natureza.

## Definições da próxima natureza
- "A Próxima natureza está emergindo culturalmente da própria natureza".
- "A Próxima natureza é uma segunda natureza sem a qual não podemos mais viver. A Segunda natureza se torna a primeira natureza".
- "A Próxima natureza se manifestará quando o ciberespaço se fundir com o espaço físico".

## Exemplos
- Produtos que crescem em seus próprios pacotes.
- A companhia Enologix de Sonoma, Califórnia, produz softwares que predizem quanto um vinho valerá antes mesmo de ele ser fabricado. Para maximizar sua eficiência, vinicultores agora não investem mais na agricultura, em sua forma arcaica, mas em informação bioquímica. Fazer vinho, assim, se torna uma ciência da informação.
- Em cidades como Los Angeles, é quase impossível viver sem um carro; a segunda natureza se torna a primeira natureza.
- A bioengenharia poderá confeccionar alianças para noivos a partir do tecido ósseo de seu par. Na próxima natureza, os símbolos se tornam físicos.
- Quando as pessoas jogam, isso é cultura. Mas quando algumas pessoas começam a viver em jogos e mesmo administrar o que recebem pelo mundo virtual, então isso se torna uma próxima natureza.
- O uso de robôs domésticos está aumentando rapidamente. As pessoas não têm tempo para olharem em seus relógios-despertadores, torradeiras e aspiradores de pó mais. Então elas terão de se organizar.
- A economia global é um sistema complexo a tal ponto que não estamos mais conseguindo controlá-la. É claro que as pessoas tentarão influenciá-la, mas não poderão controlá-la totalmente. Isso é o fenômeno da próxima natureza.